# 唐斌
唐 斌（とう ひん）は、中国の小説で四大奇書の一つである『水滸伝』の登場人物。
第94回から108回まで登場する、田虎配下の将。勇敢剛直な性格。田虎軍においては抱犢山の守将を務め、近隣の要害の地である壷関の防衛にあたっていた。関勝とは旧知の間柄。

## 生涯
もと浦東の軍官だったが、自身を陥れた権勢者を殺害したことでお尋ね者となり逃亡していた。当初は梁山泊への落草を目論んでいたが、道中立ち寄った抱犢山で山賊をしていた文仲容・崔埜を打ち負かしたことで2人に引き留められ、そのまま山寨の主に収まる。後に田虎が近隣の壷関を落とした際には、その威勢が強大であったことからやむを得ず田虎に投降した。
その後、宋軍が侵攻してきた際には、旧知である関勝を訪ね、宿願であった帰順の意思を伝えた。そして、宋軍の壷関攻めにおいて、壷関の守将である山士奇からの援軍要請に応えるふりをして宋軍に内応、壷関の陥落に貢献した。
宋に帰順した唐斌は、そのまま昭徳攻略に加わったが、田虎軍の援軍としてやってきた喬道清に敗れ、李逵らともども捕虜にされてしまう。後に昭徳陥落時に救い出された。
救出された後は、別動隊として索超・徐寧らとともに潞城県攻略に加わり、これを陥落させた。さらに関勝、文仲容、崔埜や呼延灼、水軍頭領たちと合流し、楡社県、大谷県を相次いで攻略。最終的には盧俊義の軍とも合流し、沁源県を陥落させると、その勢いのまま田虎軍の本拠地、威勝に入城し、これを掃蕩した。 
田虎平定後は、王慶征伐に従軍。張清、瓊英、および孫安ら他の河北の降将たちとともに前軍として宛州を攻撃、これを陥落させた。続けて山南群攻略に加わるが、ここで抱犢山以来の同胞である文仲容と崔埜が、王慶軍の猛将、縻貹に討たれてしまう。唐斌は声を放って慟哭した。その後は盧俊義に従って西京攻略に加わった。
西京陥落後、唐斌は宛州に碑文を作りに行く蕭譲たちの護衛を務めたが、道中で縻貹らの襲撃を受け、奮戦むなしく討ち取られてしまった。